# Mansión de Dole
La Mansión de Dole (en letón: Doles muižas pils; en alemán: Schloss Dahlen) es una casa señorial en la isla de Dole en el río Daugava, en la región histórica de Vidzeme, en Letonia central, no lejos de Riga.

## Historia
El primer propietario de la finca fue el coronel de ejército sueco Nikolauss Deetrih Sperreuter en 1631. La actual mansión fue construida en 1898 en estilo Neorromántico. Después de 1921 albergó una escuela de primaria y después de 1954 un club de pescadores. Desde 1977 se localiza en la mansión del Museo del Río Daugava.